# إيفان كولمان (كاتب)
إيفان كولمان (بالإنجليزية: Evan Kuhlman)‏ هو مُؤلف أمريكي اختصّ (برواياتِ الأطفالِ). قبل أن يُصبحُ كاتباً، درس في جامعة نوتر دام وعَملَ كمدير مطعمِ ومراسل. كَتبَ كولمان للمنشوراتِ المُخْتَلِفةِ مثل مجلة (Glimmer Train) ومجلة (Notre Dame Review)..

## كُتُب
- الصبي الذئب (2006).[3][4][5][6][7]
- الولد الخفي الأخير (2008).[8][9]
- أَخ مِنْ صندوق (2012).[10]
- كرة الضوء العظيمة (2015).

## مسرحيّات
- رجل الخبز

## جوائز
- جائزة القصة القصيرة للكُتّابِ الجدّد.[2]
- Deutscher Jugendliteraturpreis for Kinderbuch  [لغات أخرى]‏ (2011, nomination)[11]